# Casteide-Doat
Casteide-Doat è un comune francese di 139 abitanti situato nel dipartimento dei Pirenei Atlantici nella regione della Nuova Aquitania.

## Società

### Evoluzione demografica
Abitanti censiti